# Apollo 5
L'Apollo 5 va ser el cinquè vol del programa Apollo (denominat oficialment SA-501), llançat sense tripulants el dia 9 d'octubre de 1967, mitjançant un Saturn V com a vehicle impulsor, la tercera fase del qual anava a ser engegada, després de romandre desocupada en òrbita d'aparcament i ingravidesa, per conduir la nau espacial a un punt màxim d'allunyament de la Terra de 18,340 km.
Es va activar llavors el motor del mòdul de comandament perquè la càpsula assolís una velocitat de 40.000 km/h en tornar, la mateixa que hauria de dur al penetrar en l'atmosfera terrestre i provar els sistemes de protecció tèrmic. El vol va ser un èxit tècnic.